# Getto w Łunnie
Getto w Łunnie – getto żydowskie utworzone przez Niemców 2 listopada 1941 roku w Łunnie wzdłuż ulicy Wołpiańskiej aż do Woli, części Łunny.

## Opis
W lipcu 1941 roku Niemcy utworzyli w Łunnie judenrat. Przewodniczącym został Jaakow Welbel, który wcześniej kierował gminą żydowską miasteczka. Niemcy utworzyli również Żydowską Służbę Porządkową pod dowództwem Zelmana Sznuera. W getcie zamknięto Żydów z Łunnej, Woli, Wołpy i okolicznych miejscowości. Komendantem został Niemiec Skidler.
Ze względu na to, że getto było położone po obu stronach drogi, obie części ogrodzono wysokim drewnianym płotem z drutem kolczastym i połączono prowizoryczną kładką przerzuconą nad ulicą. Z powodu dużej ilości Żydów zgromadzonych w getcie zabrakło odpowiedniej liczby domów. Mieszkano więc także w szopach, ziemiankach oraz budynku synagogi w Woli.
2 listopada 1942 roku 1549 Żydów z getta na wozach miejscowych chłopów wywieziono do obozu przejściowego Kiełbasino (niedaleko od Grodna), by 5 grudnia w ramach „ostatecznego rozwiązania kwestii żydowskiej” (Endlösung der Judenfrage) zaczęto przewozić koleją do obozu śmierci Auschwitz-Birkenau. 120 osób z transportu przydzielono m.in. do Sonderkommando, zajmującego się przewożeniem zwłok do krematoriów. W Sonderkommando Żydów z Łunny było więcej niż z jakiegokolwiek innego europejskiego miasta. 7 października wszczęli powstanie w obozie. Większość członków Sonderkommando zostało zabitych, wśród nich Załmen Gradowski z Łunny, który spisywał obozowe wydarzenia.
Zgodnie z dokumentami zamordowano 1549 Żydów z getta w Łunnie. Większość z nich została zabita przez Niemców po przybyciu do Auschwitz 8 grudnia 1942 roku.
Wspomnienia Załmena Gradowskiego, ukazały się pod tytułem Znajduję się w sercu piekła. Notatki więźnia Sonderkommando odnalezione w Auschwitz.